# Dekanat mostowski (eparchia grodzieńska i wołkowyska)
Dekanat mostowski – jeden z dziewięciu dekanatów wchodzących w skład eparchii grodzieńskiej i wołkowyskiej Egzarchatu Białoruskiego Patriarchatu Moskiewskiego.

## Parafie w dekanacie
- Parafia Opieki Matki Bożej w Białawiczach
  - Cerkiew Opieki Matki Bożej w Białawiczach
- Parafia Narodzenia Matki Bożej w Czerlonie
  - Cerkiew Narodzenia Matki Bożej w Pładowej
- Parafia św. Mikołaja Cudotwórcy w Dubnie
  - Cerkiew św. Mikołaja Cudotwórcy w Dubnie
- Parafia Narodzenia Najświętszej Maryi Panny w Gudziewiczach
  - Cerkiew Narodzenia Najświętszej Maryi Panny w Gudziewiczach
- Parafia Narodzenia św. Jana Chrzciciela w Łunnie
  - Cerkiew Narodzenia św. Jana Chrzciciela w Łunnie
- Parafia Ikony Matki Bożej „Wszystkich Strapionych Radość” w Mostach
  - Cerkiew Ikony Matki Bożej „Wszystkich Strapionych Radość” w Mostach
- Parafia św. Proroka Eliasza w Mostach
  - Cerkiew św. Proroka Eliasza w Mostach
- Parafia św. Zofii Słuckiej w Mostach
  - Cerkiew św. Zofii Słuckiej w Mostach
- Parafia Narodzenia Matki Bożej w Pacewiczach
  - Cerkiew Narodzenia Matki Bożej w Pacewiczach
- Parafia św. Mikołaja Cudotwórcy w Piaskach
  - Cerkiew św. Mikołaja Cudotwórcy w Piaskach
- Parafia św. Mikołaja Cudotwórcy w Samojłowiczach Dolnych
  - Cerkiew św. Mikołaja Cudotwórcy w Samojłowiczach Dolnych

## Galeria

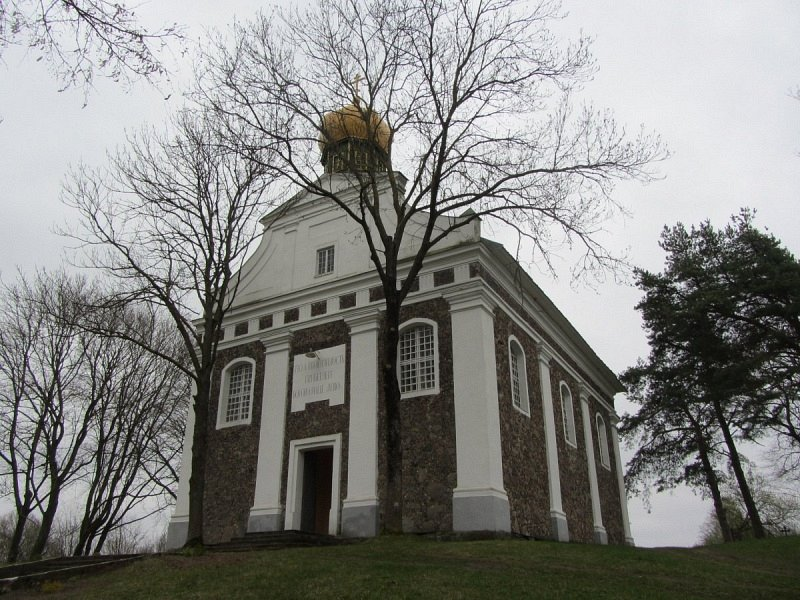
Cerkiew Opieki Matki Bożej w Białawiczach
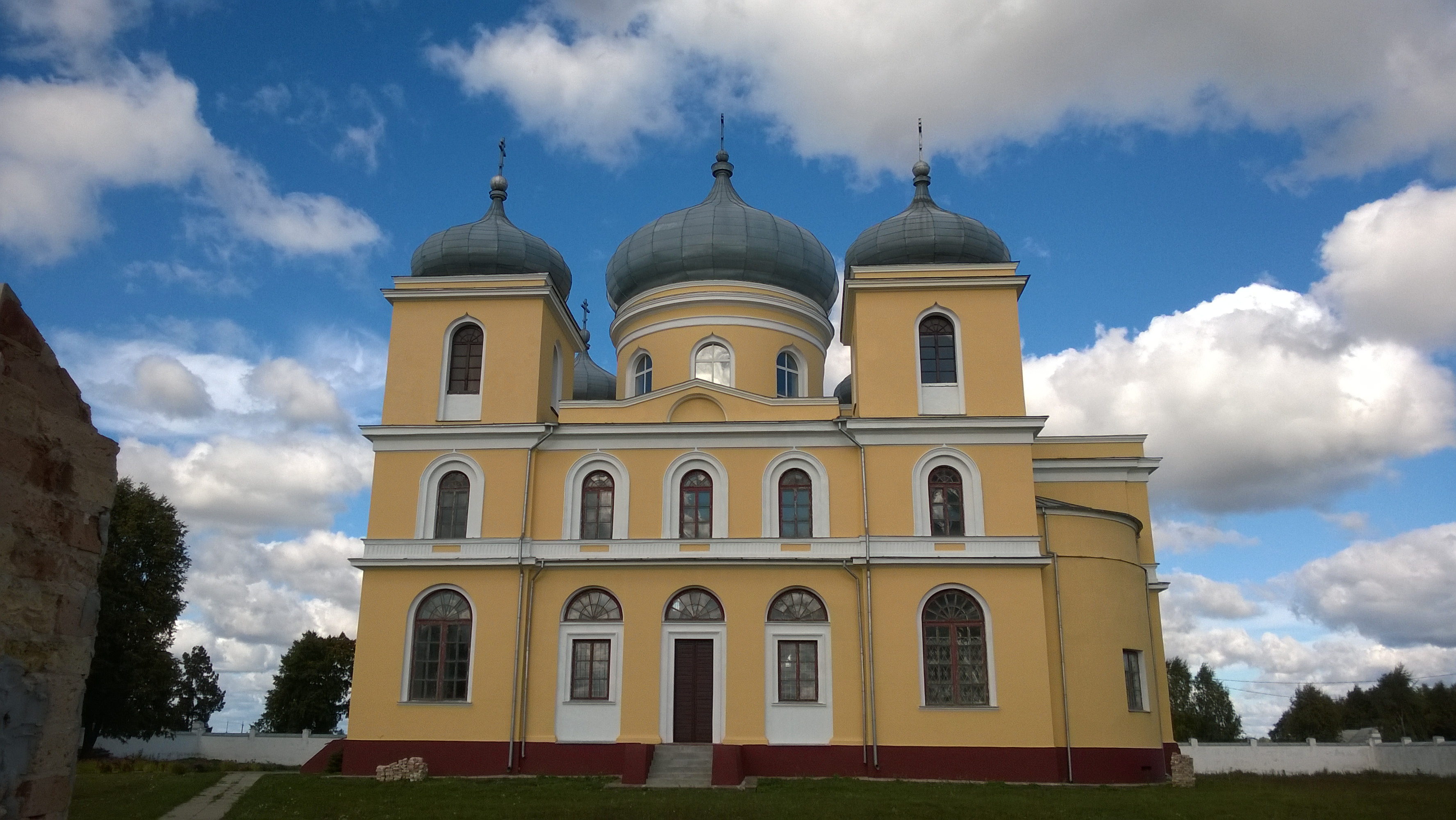
Cerkiew św. Mikołaja Cudotwórcy w Dubnie
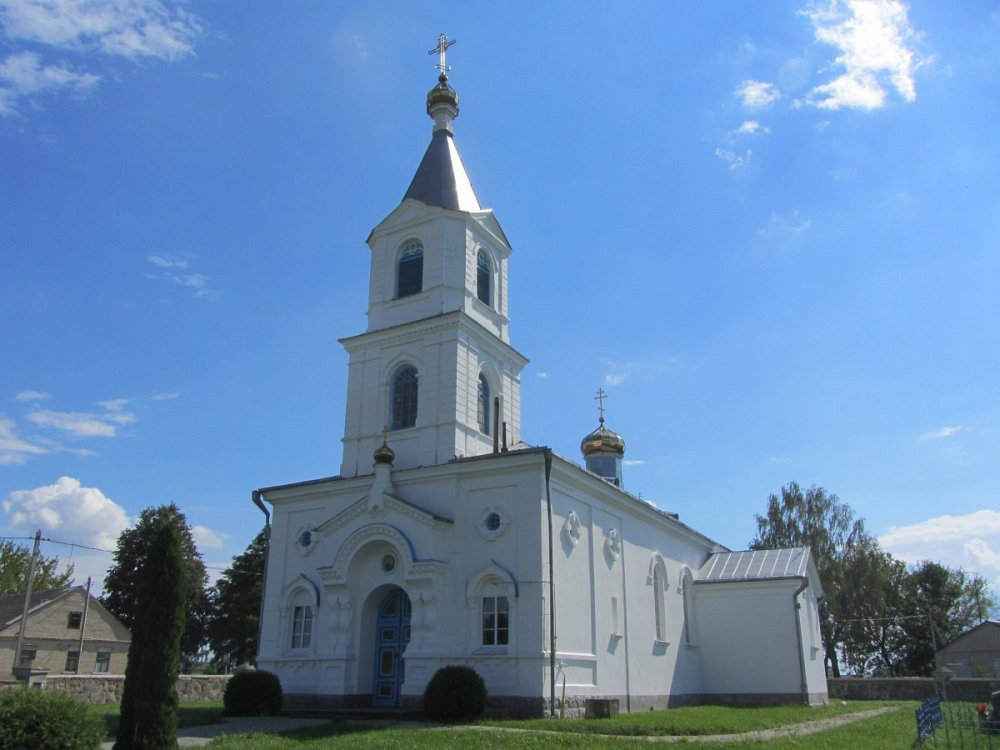
Cerkiew Narodzenia Matki Bożej w Gudziewiczach
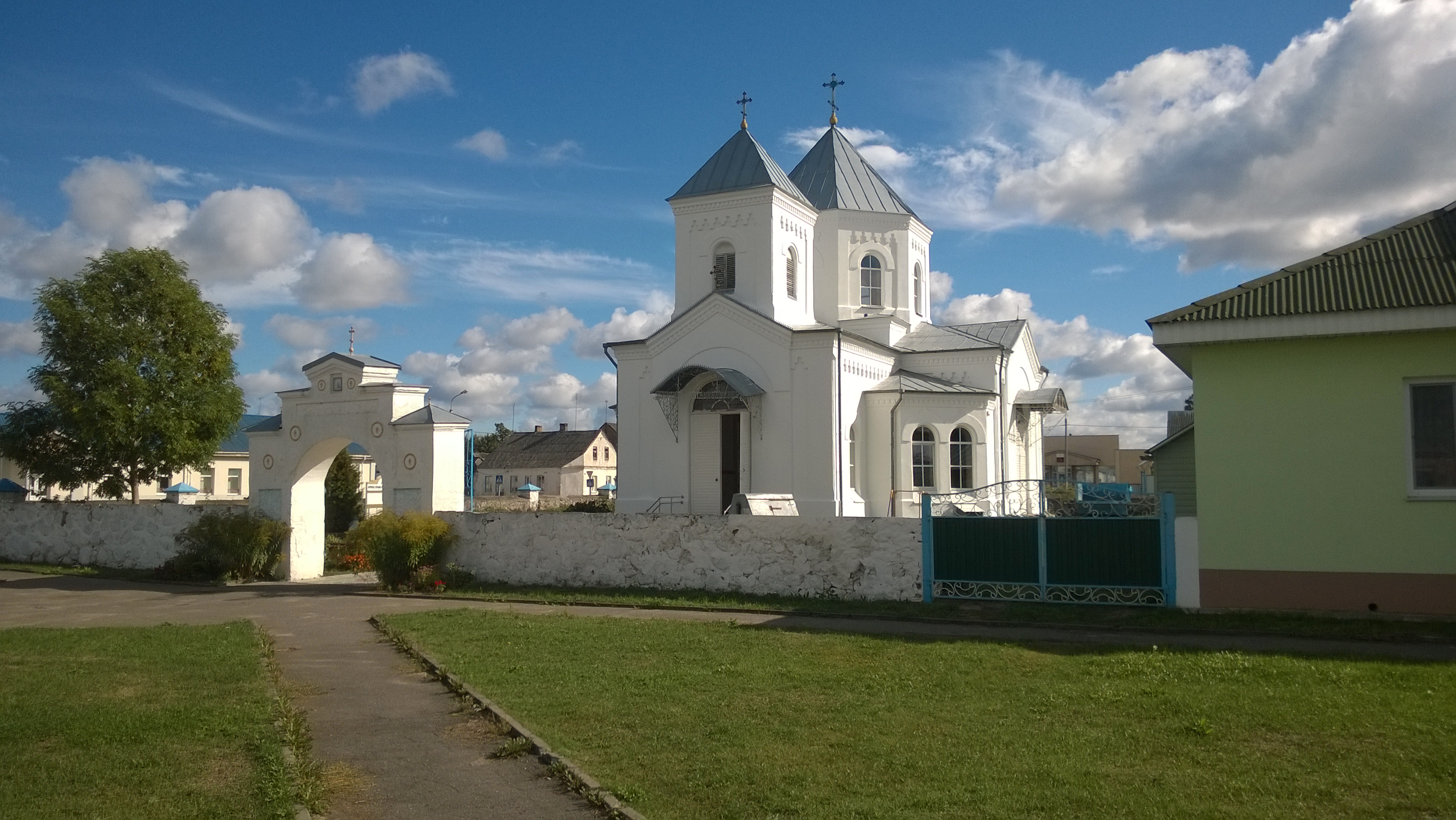
Cerkiew Narodzenia św. Jana Chrzciciela w Łunnie
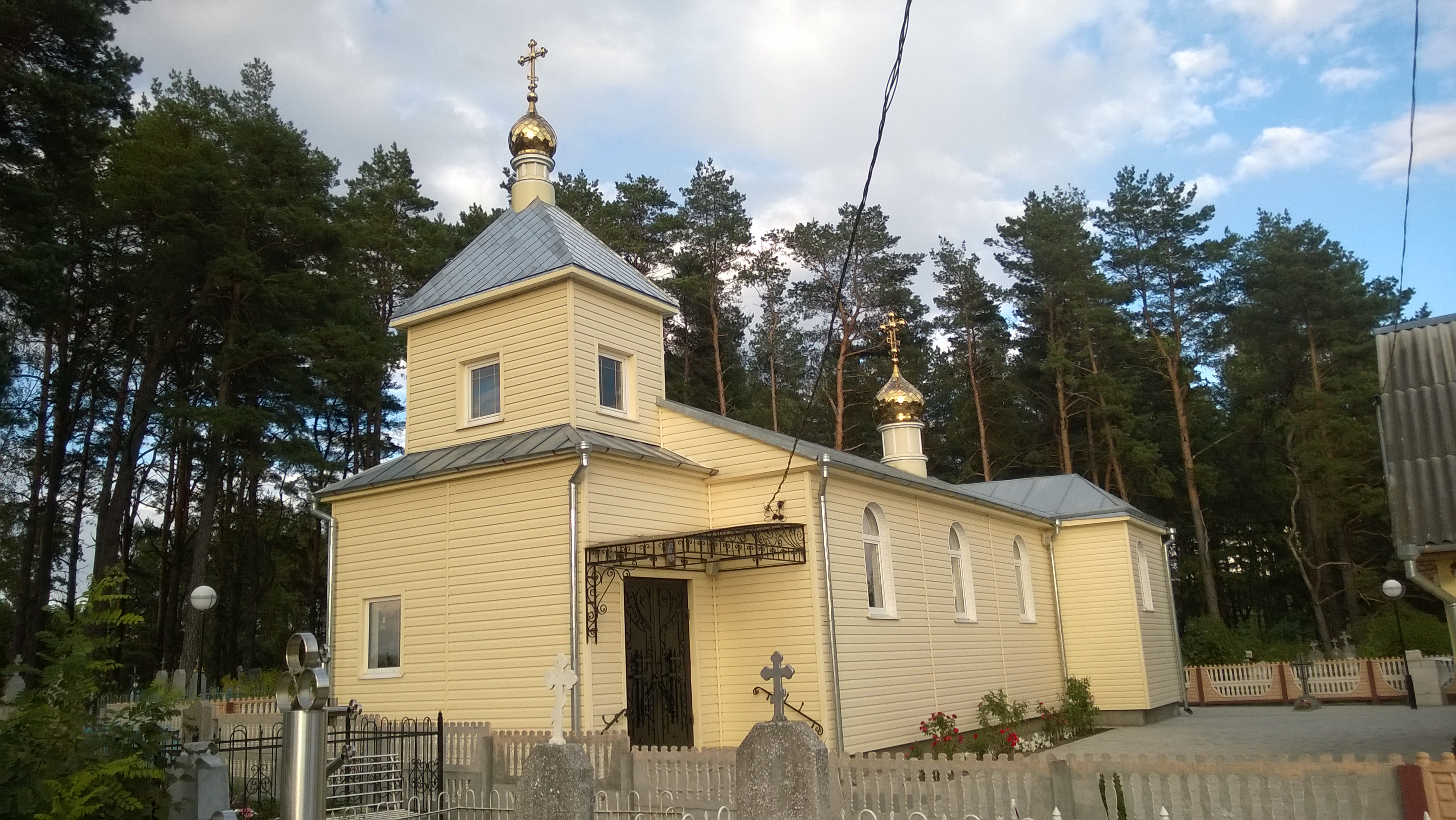
Cerkiew św. Proroka Eliasza w Mostach
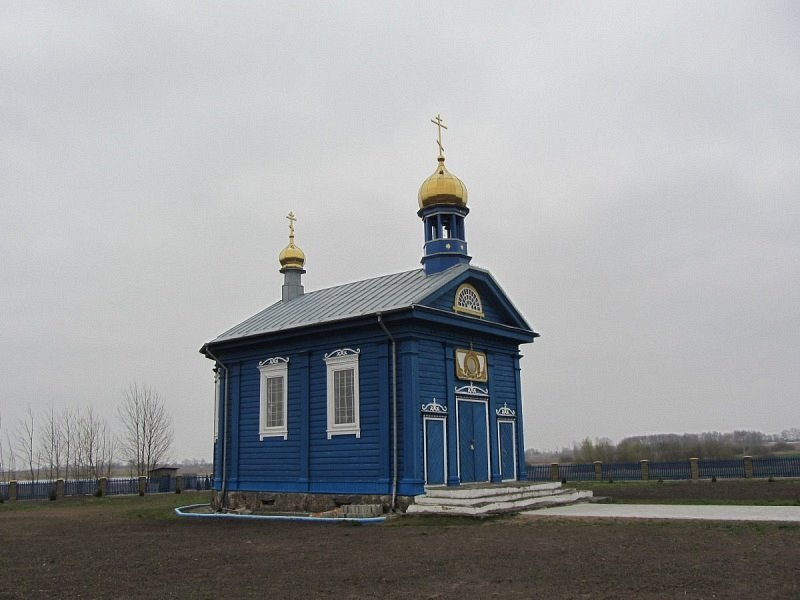
Cerkiew Narodzenia Matki Bożej w Pacewiczach
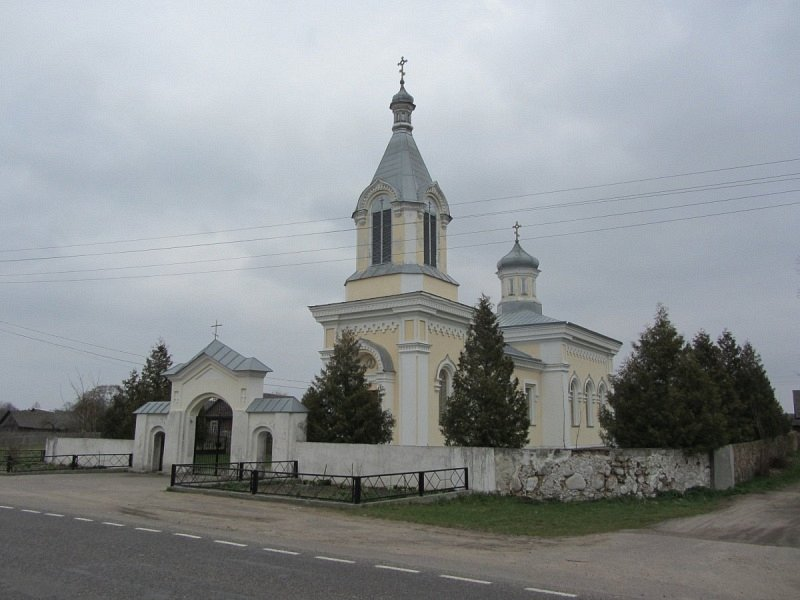
Cerkiew św. Mikołaja Cudotwórcy w Piaskach
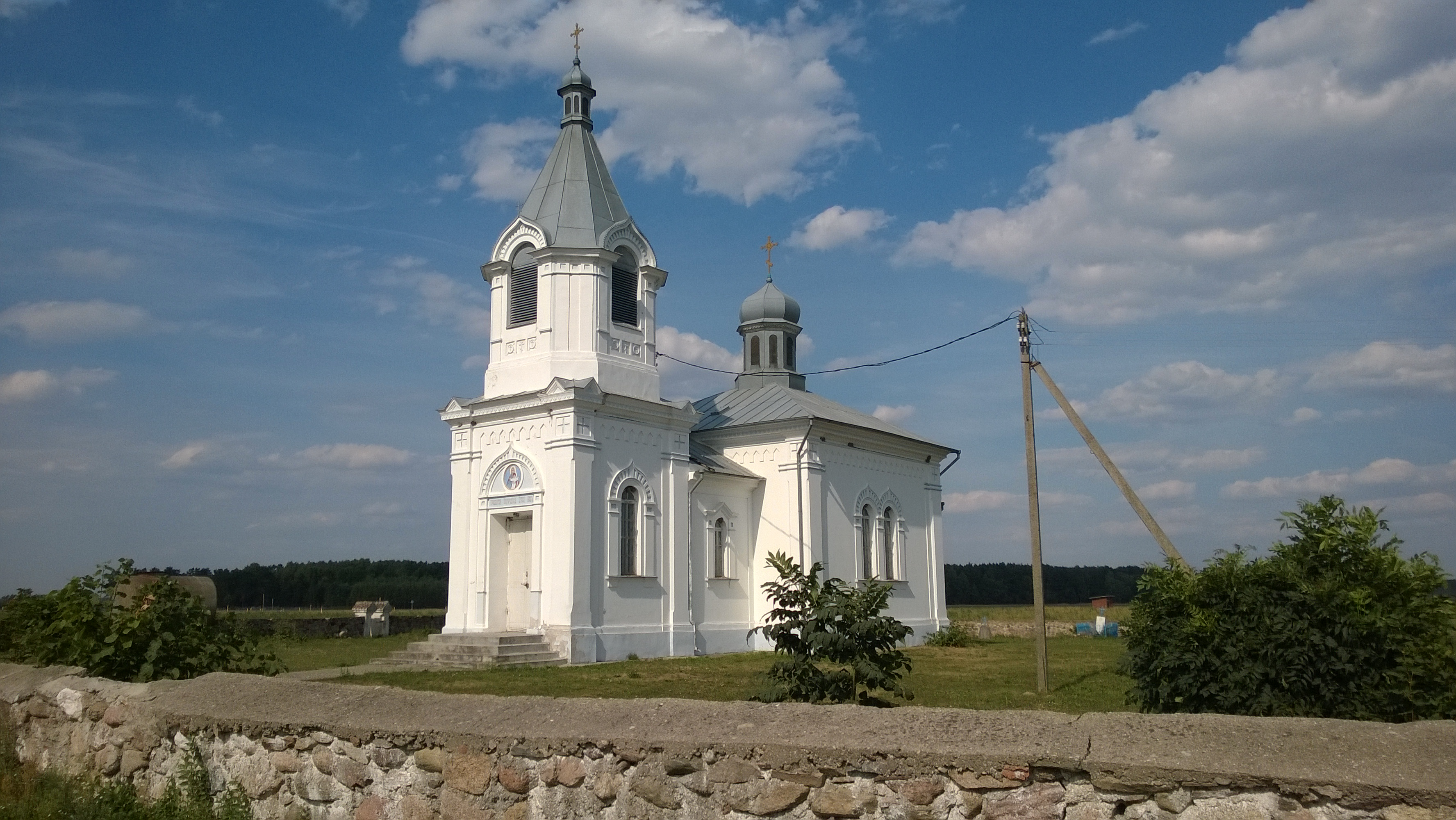
Cerkiew Narodzenia Matki Bożej w Pładowej
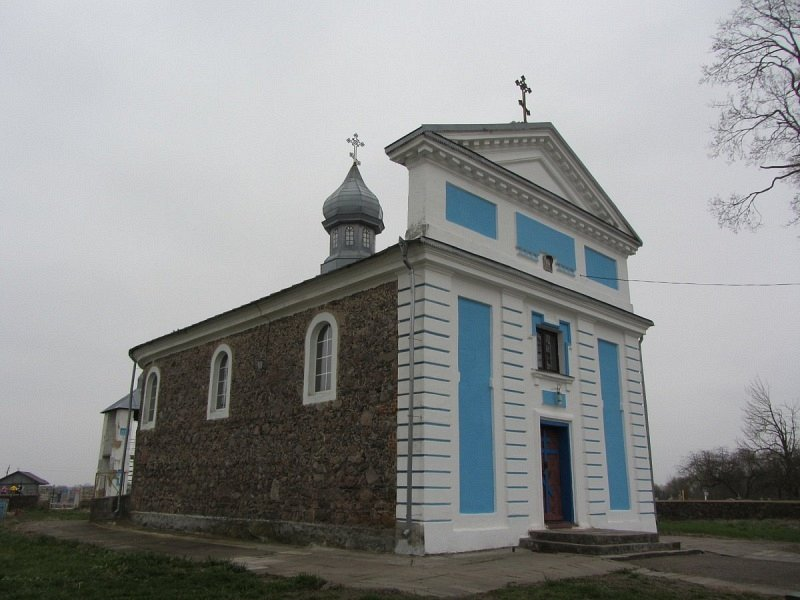
Cerkiew św. Mikołaja Cudotwórcy w Samojłowiczach Dolnych